# Liverpool F.C.
|  | Denne side handler om den engelske fodboldklub Liverpool F.C.. Se Liverpool F.C. (Montevideo) for den uruguayanske. |
Liverpool Football Club er en engelsk fodboldklub fra Liverpool – ofte forkortet Liverpool FC eller LFC. 
Liverpool F.C er den klub i Storbritannien, som har vundet flest engelske mesterskaber, 20 i alt - en rekord de deler med Manchester United. De har også vundet suverænt flest Champions League-titler, blandt de britiske klubber, med 6 trofæer totalt. Liverpool F.C. er dermed den mest succesfulde klub i England.
Hertil kommer tre UEFA Cup- og fire UEFA Super Cup-titler, otte FA Cup's, 16 Charity Shield-titler samt 9 liga-cup titler, hvilket også er rekord. Klubbens nuværende træner er hollænderen Arne Slot, der tiltrådte juli 2024 og vandt mesterskabet i sin første sæson.
Liverpool FC har spillet sine hjemmekampe på Anfield siden sin oprettelse i 1892. Sangen "You'll Never Walk Alone" er klubbens hymne og er blevet sunget af Anfield-publikummet siden begyndelsen af 1960'erne. 
Liverpool er en af de mest værdifulde og mest støttede klubber i verden.

## Klubbens historie

### Klubbens start og de første år
Liverpool F.C. blev grundlagt 15. marts 1892 af John Houlding, ejeren af Anfield. Everton havde indtil da havde haft hjemmebane her, men flyttede pga. utilfredshed med lejeprisen, og derpå oprettede Houlding en ny klub for fortsat at kunne udnytte sit stadion. John Houlding havde med det samme ansøgt om at blive optaget i den nationale turnering, Football League, men her havde man fået afslag. Derfor var klubben nødsaget til at søge optagelse i den lokale turnering, Lancashire League. Liverpools første kamp var en venskabskamp 1. september 1892 mod Rotherham Town, og her vandt klubben 7–1. Liverpools første sæson endte i succes, idet klubben vandt Lancashire League og Liverpool District Cup hvor det bl.a. lykkes at besejre Everton. Det var John McKenna og W. E. Barclay, der var klubbens første managers (delte erhvervet), der havde stået bag denne tidelige succes. De havde sammensat et hold som primært bestod af skotter, faktisk havde holdet imod Rotherham Town kun bestået af skotter, og derfor havde holdet også hurtigt fået tilnavnet "the team of Macs". De mange skotske spillere var blevet rekrutteret af John McKenna i forbindelse med en rejse til Skotland. 
Efter at klubben i sin første sæson både havde vundet Lancashire League og Liverpool District Cup valgte John Houlding på ny at ansøge om optagelse i den nationale turnering. Denne gang lykkes det at blive optaget i the Football League, dog primært fordi at to andre klubber havde trukket deres deltagelse fra 2. divisionen i the Football League. Arsenal var i øvrigt den anden klub som også blev optaget i the Football League i 1893 (altså sammen med Liverpool). Liverpool sluttede sin første sæson i 2. divisionen i the Football League på en første plads, hvilket betød at man skulle spille en playoff kamp mod det dårligste hold for 1. divisionen. Her vandt Liverpool, hvilket betød at klubben havde sikret sig oprykning til den bedste række. Den efterfølgende sæson ente dog med nedrykning, og dermed var Liverpool igen at finde i 2. divisionen. Som konsekvens af nedrykning ansatte man i 1896 Tom Watson som ny manager for klubben.
Tom Watson førte hurtigt Liverpool tilbage i den bedste række, hvorefter det lykkes ham at stabilisere klubben i den bedste række i form af en række placeringer midt i tabellen. Omkring århundredskiftet begyndte Liverpool-mandskabet for alvor at blive konkurrencedygtigt og opnåede en række topplaceringer i den bedste engelske række. Det hele kulminerede i 1901, hvor det for første gang lykkedes Liverpool at vinde det engelske mesterskab. Dermed nåede John Houlding, Liverpools grundlægger, lige netop at opleve klubbens første mesterskab, inden han døde i 1902. Tom Watson var manager for Liverpool indtil 1915 og er dermed den Liverpool-manager, der har siddet i jobbet i længst tid (målt i dage). Det lykkedes Tom Watson at genvinde det engelske mesterskab i 1906. Foruden en kort periode mellem de to mesterskaber i 1902 og 1906, hvor klubben var at finde i den næstbedste række, så opnåede Tom Watson en række middelmådige placeringer i 1. division. Da han forlod posten som manager i 1915, var det dermed lykkedes for ham at stabilisere klubben i den bedste engelske fodboldrække. Det lykkes også for Tom Watson at føre Liverpool frem til sin første FA Cup-finale i 1914, hvor man dog tabte 1-0 til Burnley F.C.. 
I 1915 var der fire Liverpool spillere, der blev dømt for matchfixing i forbindelse med en kamp imod Manchester United. Kampen blev spillet 2. april 1915, og udfaldet af kampen var en sejr på 2-0 til Manchester United. På daværende tidspunkt indtog Liverpool en placering midt i tabellen, mens Manchester United lå i bunden af tabellen og kæmpede for overlevelse. Dommeren havde i forbindelse med kampen lagt mærke til det manglende engagement fra Liverpool-spillernes side. Liverpool havde endda tilladt sig at brænde et straffespark i løbet af kampen. Efter kampen fandt man ud af, at der var syv spillere (heraf fire fra Liverpool), som havde oddset på en 2-0 sejr til Manchester United og dermed havde vundet store beløb. Det engelske fodbold forbund, FA, indledte herefter en sag imod de syv spillere og endte med at idømme dem alle sammen livsvarig karantæne fra fodbold. Denne karantæne blev dog ophævet i 1919 pga. spillernes tjeneste under 1. verdenskrig.
Da fodboldturneringen blev genoptaget efter krigen i sæsonen 1919-1920 var det med en ny Liverpool-manager, nemlig David Ashworth. Han lagde ud med at føre Liverpool til to fjerdepladser i ligaen, før det hele kulminerede med et engelsk mesterskab i sæsonen 1921-1922. Halvvejs inde i den efterfølgende sæson forlod David Ashworth posten som manager i Liverpool, og han blev efterfulgt af Matt McQueen. McQueen var en tidligere Liverpool-spiller, som selv havde spillet for klubben i perioden 1892-1899. Altså havde McQueen været en del af "the team of Macs". McQueen fik hurtigt succes som manager, idet det lykkes ham at genvinde det engelske mesterskab i sæsonen 1922-1923. Succesen efter 1. verdenskrig skyldes primært en velspillende Elisha Scott, som vogtede Liverpools mål i perioden 1912 til 1934. Elisha Scott havde kun lukket 31 mål ind i sæsonen 1922-1923, hvilket på daværende tidspunkt var en rekord.. 
Efter mesterskabet i 1923 begyndte det stille og roligt at gå ned af bakke for Liverpool, og man skulle komme til at vente over tyve år på det næste mesterskab. Denne nedgangsperiode skyldtes primært spillernes efterhånden høje alder. Eksempelvis var en spiller som Elisha Scott begyndt at blive "gammel". Første verdenskrig havde frarøvet mange af de gode år for Liverpool-spillerne. McQueen formåede aldrig at gentage successen med mesterskabet i 1923, og stille og roligt begyndte klubben at falde nedad i tabellen. McQueen blev i 1928 afløst af George Patterson, som heller ikke formåede at få Liverpool tilbage i titelkampen. Han formåede i bedste fald at lede klubben til nogle middelmådige placeringer. De manglende resultater fra Liverpools side resulterede i, at man var nødsaget til at sælge sine bedste spillere, hvilket blot førte til endnu dårligere resultater. 
I 1936 blev George Patterson afløst af George Kaye som Liverpool-manager. Til at starte med virkede det heller ikke til, at Kaye ville få succes. Da 2. verdenskrig brød ud, var Liverpool blevet vant til ende i midten af tabellen. Et lyspunkt var dog, at der op til anden verdenskrig var en del unge spillere, som så småt var begyndt at slå igennem. Det drejede sig blandt andet om Bob Paisley og Billy Liddell. Den første sæson efter anden verdenskrig, sæsonen 1946–47, endte med Liverpool-triumf, idet de vandt det engelske mesterskab. Årsagen til denne succes var en meget farlig frontkæde med bl.a. Billy Liddell. Liverpool kunne imidlertid ikke følge op på succesen i de efterfølgende sæsoner, hvor det på ny blev til middelmådige placeringer i ligaen. Det eneste lyspunkt var klubbens anden FA Cup-finaleplads som blev sikret i 1950. Her tabte man dog på ny - denne gang 2-0 til Arsenal. Igen havde krigen frarøvet mange af de "gode år" blandt Liverpool-spillerne, og på ny startede en periode med nedadgående resultater. 
George Kaye trak sig som manager for Liverpool i 1951  og Don Welsh overtog posten. Klubbens nedadgående resultater kulminerede i sæsonen 1953–54, hvor Liverpool sluttede sidst i den engelske 1. division. Dermed skulle man i sæsonen 1954-55 for første gang i næsten 50 år ikke længere spille i landets bedste fodboldrække. Liverpool havde alle de tidligere gange, de havde spillet i den engelske 2. division, vundet denne. Det lykkes imidlertid ikke klubben at bibeholde denne imponerende statistik, idet klubben kun blev nr. 11 i 1954-55 sæsonen og dermed ikke rykkede op. I løbet af denne sæson blev Liverpool bl.a. besejret 9-1 af Birmingham City F.C., hvilket er det største nederlag klubben nogensinde har lidt. I den efterfølgende sæson lykkes det Klubben at slutte som nr. 3, men dette var stadig ikke godt nok, idet målet havde været oprykning. Derfor blev Welsh fyret, og man ansatte i 1956 Phil Taylor som ny manager. Det lykkedes heller ikke for Taylor at skaffe den nødvendige oprykning, og det selvom han købte enkelte gode spillere (som senere skulle vise sig at få stor betydning for Liverpools succes), eksempelvis Ronnie Moran. Taylor fratrådte stillingen som manager midt i sæsonen 1959-60 efter et nederlag til Huddersfield Town F.C. Liverpool havde brug for en mand, der på ny kunne lede klubben til storhed og ikke mindst sikre den oprykning, som klubben så inderligt hungrede efter. 
Ledelsen valgte Bill Shankly som ny manager for Liverpool. Shankly havde tidligere været manager for det Huddersfield-mandskab, som havde udspillet holdet i Phil Taylors sidste kamp som manager.

### Bill Shanklys revolution
Den 1. december 1959 tiltrådte Bill Shankly som manager for Liverpool. Shankly havde faktisk tidligere (i starten af 1950'erne) søgt jobbet som manager for klubben, men på daværende tidspunkt var det lykkes ham at overbevise bestyrelsen. Shankly havde nemlig forlangt for meget magt, hvilket bestyrelsen ikke var klar til at overlade ham. Ved ansættelsen i 1959 fik Shankly dog de beføjelser, han ønskede. På dette tidspunkt var det meget normalt, at manageren fremlagde sit forslag til en startopstilling, hvorefter bestyrelsen så godkendte forslaget eller fortog ændringer. Dette var en af de beføjelser, som Shankly fik fjernet, ligesom han også fik større selvbestemmelse på transfermarkedet.
Der ventede Shankly en stor opgave, da han ankom til Liverpool en kold og mørk december dag i 1959. Klubbens træningsanlæg, Melwood, og klubbens stadion, Anfield, var begge i forfalden tilstand. Shankly beskrev selv træningsanlægget som: "noget rod". Shankly insisterede derfor på, at klubben skulle forbedre disse forhold. Eksempelvis kan det nævnes, at Shankly forlangte at Liverpool investerede 3.000 £ i et vandingsanlæg til Anfield. Klubbens spillertrup bestod af en masse middelmådige spillere samt et par lovende unge talenter, der spillede på klubbens reservehold, så også på dette område ventede der Shankly en stor opgave.

På trods af de mange udfordringer følte Shankly sig med det samme hjemme på Anfield, idet Liverpools tilhængerne "var hans slags mennesker". Shankly opbyggede med det samme et godt forhold til tilhængerne, hvilket kun blev stærkere med tiden. Endvidere allierede Shankly sig med en stor del af klubbens personale, eksempelvis Bob Paisley, Joe Fagan og Reuben Bennett, som alle delte Shanklys passion og kærlighed til fodbold og klubben. Især alliancen med Bob Paisley skulle vise sig at være vigtig. Bob Paisley havde selv spillet for klubben og havde indtil Shanklys ankomst fungeret som klubbens fysioterapeut, men Shankly gjorde Paisley til assisterende manager. Paisley var en fremragende taktiker, mens Shanklys forcer primært lå i mandskabsbehandling og motivering. Shankly fik omdannet et gammelt opbevaringsrum på Anfield til et støvlerum, hvor man kunne opbevare, rengøre og reparere fodboldstøvler. Dette såkaldte "støvlerum"  havde dog et vigtigere formål, idet det var her, Shankly og resten af personalet sad og debatterede taktiker, filosofier og andre fodboldrelaterede emner.
Shankly gik med det samme i gang med at implementere sin fodboldfilosofi i Liverpool. Denne filosofi var atypisk for den, på daværende tidspunkt, gængse britiske fodbold filosofi, idet Shankly i højere grad var fortaler for boldbesiddelse og short passing. Han fik derfor indført spillet "five-a-side" (fem imod fem på en forkortet bane) som et fast element i træningen på Melwood, hvilket havde til formål at forbedre spillernes evner til short passing. Endvidere sørgede Shankly for, at der skete en større udskiftning i spillertruppen. 24 spillere blev sat til salg og forlod herefter klubben inden for et år.
Som erstatning for de mange spillere, der forlod klubben, valgte Shankly at give mange unge spillere chancen. Heriblandt kan nævnes målmanden Tommy Lawrence og angriberen Roger Hunt. Roger Hunt endte med at blive klubbens alletiders topscorer (denne rekord er dog senere blevet slået af Ian Rush). Desuden hentede Bill Shankly i foråret 1961 de to skotske spillere Ron Yeats og Ian St. John. Han var så sikker på, at disse to spillere ville præstere godt, at han i forbindelse med købet sagde, at "Liverpool bare kunne fyre ham, hvis de ikke kunne spille fodbold".
Det var formodentlig på grund af af de mange udskiftninger i spillertruppen, at det ikke lykkedes Shankly at sikre oprykning med det samme. Tre år skulle der gå efter hans tiltrædelse, inden det lykkedes for Shankly i sæsonen 1961–62 at sikre tilbagevenden til den bedste række. Siden da har Liverpool aldrig været dårligere placeret end en ottendeplads, og allerede i 1964 kunne spillerne hæve trofæet som tegn på, at Liverpool igen var engelske mestre. Dette var en enestående bedrift, og det var meget mere end fansene havde turde håbe på, da klubben i 1959 ansatte Shankly.
I 1965 vandt klubben første gang FA Cup-finalen. Bill Shankly førte yderligere klubben til to mesterskaber, en FA Cup-sejr samt den første europæiske triumf i form af sejr i UEFA cuppen i 1973. På trods af denne overvældende succes trak Shankly sig frivilligt fra trænerjobbet i 1974 af personlige årsager. Det kom som et chok for alle folk i Liverpool, da de hørte nyheden om Shanklys tilbagetræden. Shankly havde nemlig i starten af 1970'erne opbygget et fantastisk nyt (og ungt) hold med spillere som Kevin Keegan. Dette nye Liverpool hold stod over for deres helt store gennembrud, da Shankly valgte at trække sig tilbage. Shankly har selv beskrevet beslutningen om at trække sig tilbage som den sværeste beslutning, han nogensinde har truffet. Han beskrev beslutningen og følelsen ved at gå ind til bestyrelsesformanden for at give ham meddelelsen på følgende måde: "Det var ligesom at gå ind og sætte sig i den elektriske stol". Da Shankly forlod posten, blev han regnet som den største manager i Liverpools historie, og der ventede derfor hans efterfølger en kæmpeopgave. 
Den dag i dag regnes Shankly stadig som en af de største managere i klubbens historie og for at have været en de vigtigste i klubbens jagt på trofæer og storhed. Det var Shankly, der lagde fundamentet og opbyggede den klub, der i dag kendes som Liverpool. Det var ham, der ændrede holdets spillefilosofi til en mere moderne form, som fortsat kendetegner klubben. Han indledte ligeledes en række traditioner, såsom "This Is Anfield"-plakaten, det sidste spillerne ser, inden de træder ind på Anfield, og det var også under Shankly, at det blev til en tradition at synge "You'll Never Walk Alone" lige før kampstart. Endelig var det Shankly, der ændrede holdets hjemmebanespilledragt til at være helt rød - indtil da havde det spillet med hvide shorts. 

### Bob Paisleys succes
Det var næsten urealistisk at forestille sig, men Shanklys succes skulle faktisk overgås af den følgende træner, Bob Paisley, der havde været assistenttræner under Shankly. I hans niårige periode som træner vandt klubben 21 pokaler, heriblandt tre som vinder af den europæiske mesterholdsturnering, tre nationale mesterskaber i træk, inden også Paisley trak sig som træner på toppen. Blandt spillerne i denne periode finder man en af klubbens allermest anerkendte til alle tider, Kenny Dalglish, men også navne som Graeme Souness, Ian Rush og stjernen Kevin Keegan hører helt eller delvist til i denne guldalder. Paisley trak sig tilbage som træner for Liverpool i 1983.

### Succes blandet med tragedier
Siden Shanklys og Paisleys tid har Liverpools trænere aldrig siddet så længe på posten, men successen er fortsat i lidt varierende omfang. Den næste træner, Joe Fagan, startede med stor succes i form af en tredobbelt triumf: Mesterskabet, vinder af liga-cuppen samt vinder af mesterholdsturneringen i 1984. Da mesterskabet glippede den følgende sæson, ville han slutte med manér med endnu en sejr i mesterholdsturneringen, men dette glippede i kampen mod Juventus 29. maj 1985. Kampens gennemførelse blegnede fuldstændig på baggrund af den tragedie, der fandt sted som optakt til kampen. Under tragedien, senere kendt som Heysel-tragedien efter navnet på det stadion i Bruxelles, som var vært for kampen, blev 39 – hovedsageligt italienske – tilskuere dræbt. Liverpool-tilhængere blev efterfølgende fundet skyldige i optøjerne, og UEFA gjorde klubben – samt engelsk fodbold – ansvarlig for tragedien og udelukkede alle engelske klubber i fem år samt Liverpool i seks år fra alle europæiske turneringer.
Efter Joe Fagan overtog den tidligere storspiller Kenny Dalglish posten som træner. Han fortsatte succeserne, der nu var begrænset til de nationale begivenheder, med mesterskaber og pokalsejre, men også i Dalglishs trænerperiode var Liverpool involveret i en kamp med tragisk udfald: Hillsborough-tragedien i 1989, hvor 96 Liverpool-tilhængere omkom, da alt for mange tilskuere blev lukket ind på for lille et område i forbindelse med semifinalen i FA-Cup'en. Efterfølgende er der ved Anfield opført et mindesmærke til ære for de omkomne. 
Klubbens foreløbig seneste mesterskab blev vundet i 1990, og Dalglish trak sig tilbage midt i den følgende sæson. En anden tidligere storspiller, Graeme Souness, overtog posten med knap så stort held. En pokalsejr i 1992 kunne ikke leve op til forventningerne, så Souness forlod posten i begyndelsen af 1994.

### På vej tilbage til den øverste top
Efter Souness overtog Roy Evans trænerjobbet, og efterhånden blev Liverpool igen betragtet som et tophold. Dette skete blandt andet ved godt ungdomsarbejde, der bragte spillere som Robbie Fowler, Steve McManaman samt ikke mindst Michael Owen frem i såvel klubben som på det engelske landshold.
Klubbens ledelse fik i 1998 tilknyttet franske Gerard Houllier til holdet som hjælpetræner. Men samarbejdet mellem ham og cheftræner Roy Evans kom ikke til at fungere, og Evans trak sig efter nogle måneder, hvorpå Houllier overtog jobbet alene. Den første sæson under hans ledelse markerede dog et lavmål, hvor klubben sluttede som nr. 8, men allerede følgende år var denne placering udskiftet med en fjerdeplads og adgang til UEFA-cuppen. Under Houllier kom den bedste sæson i 2001, hvor klubben vandt alt, bortset fra mesterskabet: Pokalfinalen, ligacup-finalen, UEFA-cuppen samt Community Shield og den europæiske supercup.
Imidlertid kunne Houllier ikke skaffe klubben et mesterskab, og han blev ved slutningen af sæsonen i 2004 den første Liverpool-manager, der blev fyret. I Houlliers sted blev spanske Rafael Benitez ansat, og selv om denne ikke i sin første sæson kunne sikre mesterskabet, var han ansvarlig for holdet, der mod samtlige odds sikrede sig klubbens første UEFA Champions League-trofæ. Det skete, da holdet i Istanbul besejrede storfavoritterne AC Milan efter at have været bagud 3-0 ved pausen. Men Liverpool udlignede i løbet af få minutter i midten af 2. halvleg og fuldendte triumfen i straffesparkkonkurrencen i det, der i Liverpools mytologi betegnes som "Miraklet i Istanbul".
Benitez forlod klubben efter en skuffende 7. plads i 2009-10 og blev efterfulgt af Roy Hodgson. Samtidig gik klubben gennem en retssag om ejerskabet hvor Fenway Sports Group bød højest og overtog klubben. Hodgson blev fyret efter en dårlig sæsonstart, og Kenny Dalglish tog over igen. Det blev til en opløftende sejr i Liga cup'en men desværre kun en 8. plads i Premier Leaque i 2011–12 sæsonen, og så måtte klublegenden "King Kenny" også forlade trænerposten. 
Ind på posten kom Brendan Rodgers, som havde vist gode takter i Swansea. Det blev til en 7. plads i den første sæson, men så i 2013–14 sæsonen fik Rodgers sat fuld tryk på et frygtindgydende angreb med Luis Suárez og Daniel Sturridge, kaldet SaS, som kastede hele 101 mål af sig. Det var meget tæt på at give den første Premier Leaque-titel til Liverpool efter en imponerende sejrsrække i foråret men det blev kun til en andenplads efter Manchester City. Rodgers blev efter en middelmådig sæson 2014-15 samt en tilsvarende indledning på 2015-16-sæsonen fyret i begyndelsen af september 2015, hvorpå tyske Jürgen Klopp overtog pladsen.
Jürgen Klopp og hans stab fik skabt ny energi i den bestående spillertrup og opnåede en vis medvind i den første sæson med medrivende præstationer i både Liga Cup'en og i UEFA Europa Leaque, hvor klubben nåede frem til finalen i begge turneringer. I Premier League blev det til en 7. plads efter et tæt opløb. I sæsonerne 2016–17 og 2017–18 fik Klopp dog sikret klubben en fjerdeplads, hvilket gjorde, at klubben igen kunne spille med i Europas fineste klubturnering, UEFA Champions League. I sæsonen 2017–18 i Champions League havde Liverpool stor succes og formåede for første gang siden 2007 at spille sig hele vejen til finalen i 2018, hvor holdet dog måtte se sig slået af Real Madrid. Den følgende sæson var endnu mere succesrig, idet Liverpool til sidste spillerunde havde chancen for at sikre sig Premier League-mesterskabet, men måtte sande, at en pointhøst på 97 kun rakte til andenpladsen efter Manchester City F.C., der opnåede 98. I samme sæson nåede klubben for anden sæson i træk finalen i Champions League-finalen og i et rent engelsk opgør mod Tottenham Hotspur lykkedes det med en sejr på 2-0 at hjemtage den sjette sejr i den bedste europæiske turnering; klubben er dermed alene på tredjepladsen på antal triumfer i denne turnering. Sæsonen 2019-2020 der fulgte resulterede i den første Premier League-mesterskab til klubben og det 19. engelske mesterskab i alt. Afslutningen på denne sæson blev præget af Coronaviruspandemien. 
Efter otte sæsoner besluttede den meget afholdte træner Jürgen Klopp at stoppe i Liverpool og blev i sommeren 2024 afløst af hollænderen Arne Slot. Det viste sig snart, at Slot evnede at fastholde holdet i den absolutte top, da Liverpool hurtigt lagde sig i spidsen af Premier League og blev der, så de kunne sikre sig klubbens tyvende mesterskab i sæsonens femtesidste kamp.

## Rivalisering
Liverpools længst vedvarende rivalisering er med bysbørnene Everton F.C., mod hvem de kæmper i Merseyside derbyet. Rivaliseringen stammer tilbage fra etableringen af Liverpool FC og striden med Everton-ejerne og ejerne af Anfield. Merseyside derbyet er et af de få lokal derbys, som ikke påtvinger, at fansene skal holdes adskilt, og derfor er Merseyside derbyet også blevet kendt som det "venlige derby". Merseyside derbyerne er generelt kendt som værende hårde, og siden midten af 1980'erne er rivaliseringen blevet intensiveret både på banen og uden for banen, og siden indførelsen af Premier League i 1992 er Merseyside derbyet den kamp i Premier League, der har haft flest spillere udvist.
Udover Everton er Manchester United også en af Liverpools største rivaler. Rivaliseringen stammer helt tilbage fra Liverpools og Manchesters konkurrence under den industrielle revolution i 1800-tallet. De to klubber vandt skiftevis det engelske mesterskab mellem 1964 og 1967, og Manchester United blev det første engelske hold til at vinde mesterskabsholdenes turnering tilbage i 1968, efterfulgt af Liverpools fire sejre i mesterskabsholdenes turnering. Selvom de klubber tilsammen har vundet den engelske liga 38 gange og mesterskabsholdenes turnering/Champions League 8 gange, så har de to klubbers succes stort set ikke været i samme periode; Liverpools succesfulde 1970'ere og 1980'ere faldt på samme tid som Manchester Uniteds 26 år uden titler, og Uniteds efterfølgende succes i Premier League-æraen faldt ligeledes samme tid som de år, hvor Liverpool ikke vandt mange titler, og de to klubber har også kun sluttet som nr. 1 og 2 i ligaen fem gange. Ikke desto mindre udtalte den tidligere Manchester United-træner, Alex Ferguson, i 2002, at hans største bedrift var at slå Liverpool af deres trone som Englands ubestridt største klub. Holdenes rivalisering ses også i, at den sidste spiller til at skifte mellem de to klubber var Phil Chisnall, som skiftede fra Liverpool til Manchester United i 1964.

## Klubbens omgivelser

### Anfield
Klubbens hjemmebane er Anfield i bydelen af samme navn med adresse på Anfield Road. Stadionet blev bygget i 1884, oprindeligt som hjemmebane for Everton FC i de første otte år indtil Liverpool FC's stiftelse i 1892. Anfield har været klubbens hjemmebane gennem alle årene. Det har plads til 54.074 tilskuere, og The Kop er det mest berømte afsnit på Anfield, hvor de mest entusiastiske tilhængere har plads. Herfra sættes der gang i de imponerende (og skræmmende, hvis man hører til udeholdet) råb og frem for alt sange til støtte for holdet. Den ultimative Liverpool-slagsang er "You'll Never Walk Alone", og den suppleres af f.eks. "Poor Scouser Tommy", "Fields of Anfield Road" og "Liverbird Upon My Chest" og mange andre slagsange. Mange afdøde inkarnerede fans har i årenes løb fået spredt deres aske ud over Anfield. Udover The Kop er de tre andre tribuner The Main Stand (hovedtribunen), The Centenary Stand og modsat The Kop Anfield Road-tribunen.
Da Anfield meget ofte er fyldt til klubbens kampe, har der gennem en årrække været forskellige planer for at øge tilskuerkapaciteten. I 2002 offentliggjorde Liverpool F.C, at man havde planer om at bygge et nyt stadion. Forskellige planer om et nyt stadion, har i årenes løb afløst hinanden. Men ideen om opførelsen af et nyt stadion har endnu ikke været realiseret. Da Liverpool F.C i 2010 fik nyt ejerskab i skikkelse New England Sports Ventures (i dag Fenway Sports Group), genovervejede klubben planerne om opførelsen af et nyt stadion. Både opførelsen af et nyt stadion, og en udvidelse af det nuværende Anfield, blev taget i betragtning. I 2012 offentliggjorde Liverpool F.C dens intentioner om at udvide Anfield i stedet for at bygge et nyt stadion. I 2014 offentliggjorde Liverpool F.C byggeplaner for en udvidelse af Anfield, der vil øge kapaciteten. Udvidelsen anslået til 100 millioner GBP omfattede et tredje lag på The Main Stand (hovedtribunen) og bragte tilskuerkapaciteten op til 54.074. 

### Danske spillere i Liverpool F.C.
- Jan Mølby (1984-1996): Midtbanespiller, kom fra Ajax Amsterdam og fik hurtigt tilnavnet "The Great Dane". Han spillede 292 kampe og scorede 61 mål for Liverpool F.C. Han havde i mange klubrekorden for antal scorede mål på straffespark indtil Steven Gerrard overgik ham i 2014.
- Torben Piechnik (1992-1994): Forsvarsspiller, kom fra KB (der fusionerede med B1903 det år og blev til F.C. København) , skiftede til AGF efter tiden i Liverpool.
- Michael Stensgaard (1994-1997): Målmand, kom fra Hvidovre IF, men spillede ikke en eneste officiel førsteholdskamp.
- Jørgen Nielsen (1997-2002): Målmand, kom fra Hvidovre IF, men fik aldrig en førsteholdskamp.
- Daniel Agger (2006-2014 ): Forsvarsspiller, skiftede fra Brøndby IF i januar for en overgangssum på 63 mill. kr. og fik kort tid efter debut på førsteholdet. Daniel Agger vendte tilbage til Brøndby IF i August efter 8 år i den røde trøje. Han blev købt tilbage for 26 millioner kroner
- Martin Hansen (2006-2012): Målmand, skiftede fra Brøndby IF i sommeren 2006. Sine første år tilbragte han på akademiet, og her var han med til at vinde FA Youth Cup 2007. Han spillede den første kamp mod Manchester United; selvom han brækkede fingeren i første halvleg, spillede han resten af kampen. Desværre var det så slemt, at han ikke var med til returkampen en uge senere. Forud for 2007-08 blev han opgraderet til Melwood. Han kom aldrig til at spille på klubbens førstehold.
- Nikola Saric (2007-2011): Angriber, skiftede i 2007 fra Herfølge BK. Mens han var i Liverpool, var han en del plaget af skader. I sommeren 2011 skiftede han til den kroatiske klub Hajduk Split.
- Christian Poulsen (2010-2011): Midtbanespiller, skiftede fra Juventus til Liverpool 10. august 2010, men fik aldrig succes i klubben, og på sidste dag af transfervinduet i sommeren 2011 skiftede han til franske Evian.

### Nuværende spillertrup
Oversigten er opdateret til og med 22. april 2025
| Nr. | Land      | Position | Spiller                   |
| --- | --------- | -------- | ------------------------- |
| 1   | Brasilien | MM       | Alisson                   |
| 2   | England   | FO       | Joe Gomez                 |
| 3   | Japan     | MI       | Wataru Endo               |
| 4   | Holland   | FO       | Virgil van Dijk (kaptajn) |
| 5   | Frankrig  | FO       | Ibrahima Konaté           |
| 7   | Colombia  | AN       | Luis Díaz                 |
| 8   | Ungarn    | MI       | Dominik Szoboszlai        |
| 9   | Uruguay   | AN       | Darwin Núñez              |
| 10  | Argentina | MI       | Alexis Mac Allister       |
| 11  | Egypten   | AN       | Mohamed Salah             |
| 14  | Italien   | AN       | Federico Chiesa           |
| 17  | England   | MI       | Curtis Jones              |
| 18  | Holland   | AN       | Cody Gakpo                |

| Nr. | Land       | Position | Spiller                |
| --- | ---------- | -------- | ---------------------- |
| 19  | England    | MI       | Harvey Elliott         |
| 20  | Portugal   | AN       | Diogo Jota             |
| 21  | Grækenland | FO       | Kostas Tsimikas        |
| 26  | Skotland   | FO       | Andrew Robertson       |
| 38  | Holland    | MI       | Ryan Gravenberch       |
| 56  | Tjekkiet   | MM       | Vítězslav Jaroš        |
| 62  | Irland     | MM       | Caoimhín Kelleher      |
| 66  | England    | FO       | Trent Alexander-Arnold |
| 78  | England    | FO       | Jarell Quansah         |
| 80  | England    | MI       | Tyler Morton           |
| 84  | Nordirland | FO       | Conor Bradley          |
| 95  | England    | MM       | Harvey Davies          |

#### Udlejede spillere
| Nr. | Land     | Position | Spiller                                                      |
| --- | -------- | -------- | ------------------------------------------------------------ |
| 22  | Skotland | FO       | Calvin Ramsay (Udlånt til Kilmarnock indtil 30. juni 2025)   |
| 43  | Spanien  | MI       | Stefan Bajcetic (Udlånt til Las Palmas indtil 30. juni 2025) |
| 46  | England  | FO       | Rhys Williams (Udlånt til Morecambe indtil 30. juni 2025)    |
| 47  | England  | FO       | Nat Phillips (Udlånt til Derby County indtil 30. juni 2025)  |
| 50  | Skotland | AN       | Ben Doak (Udlånt til Middlesbrough indtil 30. juni 2025)     |

## Globalt brand

### Sponsorer
Carlsberg var hovedsponsor for Liverpool FC i 18 år. Efterfølgende tog Standard Chartered over. 
Sponsorer er pr. 15. maj 2015:

#### Hovedsponsor
- Standard Chartered – Hovedsponsor 20 mio. £ [kilde mangler]

#### Sponsorer af udstyr
| Periode   | Producent      | Trøje sponsor (bryst) | Trøje sponsor (ærmer) |
| --------- | -------------- | --------------------- | --------------------- |
| 1973–1979 | Umbro          | Ingen                 | Ingen                 |
| 1979–1982 | Umbro          | Hitachi               | Ingen                 |
| 1982–1985 | Umbro          | Crown Paints          | Ingen                 |
| 1985–1988 | Adidas         | Crown Paints          | Ingen                 |
| 1988–1992 | Adidas         | Candy                 | Ingen                 |
| 1992–1996 | Adidas         | Carlsberg             | Ingen                 |
| 1996–2006 | Reebok         | Carlsberg             | Ingen                 |
| 2006–2010 | Adidas         | Carlsberg             | Ingen                 |
| 2010–2012 | Adidas         | Standard Chartered    | Ingen                 |
| 2012–2015 | Warrior Sports | Standard Chartered    | Ingen                 |
| 2015–2017 | New Balance    | Standard Chartered    | Ingen                 |
| 2017–2020 | New Balance    | Standard Chartered    | Western Union         |
| 2020–     | Nike           | Standard Chartered    | Expedia               |

- New Balance – Trøjesponsor m.v.
- Garuda Indonesia - sponsor af trænindsudstyr

#### Officielle sponsorer
- Carlsberg
- Vauxhall Motors
- Dunkin' Donuts
- Thomas Cook Sport
- Subway
- Jack Wolfskin
- Nivea Men
- Maxxis
- Gatorade
- Barbados' turistbureau
- EA Sports
- Konica Minolta

#### Regionale partnere
- Mono Group
- Courts

## Europæisk deltagelse
| Sæson   | Runde             | Modstander           | Hjemme  | Ude    | V   | U  | T  | Mål     | P   |
| ------- | ----------------- | -------------------- | ------- | ------ | --- | -- | -- | ------- | --- |
| 2001-02 | 3. kval.          | FC Haka              | 4-1     | 5-0    | 2   | 0  | 0  | 9-1     | 6   |
| -       | Gruppe 1          | Boavista FC          | 1-1     | 1-1    | 0   | 2  | 0  | 2-2     | 2   |
| -       | -                 | Borussia Dortmund    | 2-0     | 0-0    | 1   | 1  | 0  | 2-0     | 4   |
| -       | -                 | Dynamo Kijev         | 1-0     | 2-1    | 2   | 0  | 0  | 3-1     | 6   |
| -       | Gruppe 2          | FC Barcelona         | 1-3     | 0-0    | 0   | 1  | 1  | 1-3     | 1   |
| -       | -                 | AS Roma              | 2-0     | 0-0    | 1   | 1  | 0  | 2-0     | 4   |
| -       | -                 | Galatasaray          | 0-0     | 1-1    | 0   | 2  | 0  | 1-1     | 2   |
| -       | Kvartfinale       | Bayer 04 Leverkusen  | 1-0     | 2-4    | 1   | 0  | 1  | 3-4     | 3   |
| 2002-03 | Gruppespil        | Valencia CF          | 0-1     | 0-2    | 0   | 0  | 2  | 0-3     | 0   |
| -       | -                 | FC Basel             | 1-1     | 3-3    | 0   | 2  | 0  | 4-4     | 2   |
| -       | -                 | Spartak Moskva       | 5-0     | 3-1    | 2   | 0  | 0  | 8-1     | 6   |
| 2004-05 | 3. kval.          | Grazer AK            | 0-1     | 2-0    | 1   | 0  | 1  | 2-1     | 3   |
| -       | Gruppespil        | AS Monaco            | 2-0     | 0-1    | 1   | 0  | 1  | 2-1     | 3   |
| -       | -                 | Olympiakos           | 3-1     | 0-1    | 1   | 0  | 1  | 3-2     | 3   |
| -       | -                 | Deportivo La Coruña  | 0-0     | 1-0    | 1   | 1  | 0  | 1-0     | 4   |
| -       | Ottendedelsfinale | Bayer 04 Leverkusen  | 3-1     | 3-1    | 2   | 0  | 0  | 6-2     | 6   |
| -       | Kvartfinale       | Juventus             | 2-1     | 0-0    | 1   | 1  | 0  | 2-1     | 4   |
| -       | Semifinale        | Chelsea F.C.         | 1-0     | 0-0    | 1   | 1  | 0  | 1-0     | 4   |
| -       | Finale            | AC Milan             | 3-3     | 3-3    | 0   | 1  | 0  | 3-3     | 1   |
| 2005-06 | 1. kval           | The New Saints FC    | 3-0     | 3-0    | 2   | 0  | 0  | 6-0     | 6   |
| -       | 2. kval           | FBK Kaunas           | 2-0     | 3-1    | 2   | 0  | 0  | 5-1     | 6   |
| -       | 3. kval           | CSKA Sofia           | 0-1     | 3-1    | 1   | 0  | 1  | 3-2     | 3   |
| -       | Gruppespil        | Real Betis           | 0-0     | 2-1    | 1   | 1  | 0  | 2-1     | 4   |
| -       | -                 | Chelsea F.C.         | 0-0     | 0-0    | 0   | 2  | 0  | 0-0     | 2   |
| -       | -                 | RSC Anderlecht       | 3-0     | 1-0    | 2   | 0  | 0  | 4-0     | 6   |
| -       | Ottendedelsfinale | Benfica              | 0-2     | 0-1    | 0   | 0  | 2  | 0-3     | 0   |
| 2006-07 | 3. kval.          | Maccabi Haifa        | 2-1     | 1-1*   | 1   | 1  | 0  | 3-2     | 4   |
| -       | Gruppespil        | PSV Eindhoven        | 2-0     | 0-0    | 1   | 1  | 0  | 2-0     | 4   |
| -       | -                 | Galatasaray          | 3-2     | 2-3    | 1   | 0  | 1  | 5-5     | 3   |
| -       | -                 | Girondins Bordeaux   | 3-0     | 1-0    | 2   | 0  | 0  | 4-0     | 6   |
| -       | Ottendedelsfinale | FC Barcelona         | 0-1     | 2-1    | 1   | 0  | 1  | 2-2     | 3   |
| -       | Kvartfinale       | PSV Eindhoven        | 1-0     | 3-0    | 2   | 0  | 0  | 4-0     | 6   |
| -       | Semifinale        | Chelsea F.C.         | 1-0     | 0-1    | 1   | 0  | 1  | 1-1     | 3   |
| -       | Finale            | AC Milan             | 1-2     | 1-2    | 0   | 0  | 1  | 1-2     | 0   |
| 2007-08 | 3. kval           | Toulouse FC          | 4-0     | 1-0    | 2   | 0  | 0  | 5-0     | 6   |
| -       | Gruppespil        | FC Porto             | 4-1     | 1-1    | 1   | 1  | 0  | 5-2     | 4   |
| -       | -                 | Olympique Marseille  | 0-1     | 4-0    | 1   | 0  | 1  | 4-1     | 3   |
| -       | -                 | Besiktas             | 8-0     | 1-2    | 1   | 0  | 1  | 9-2     | 3   |
| -       | Ottendedelsfinale | Internazionale       | 2-0     | 1-0    | 2   | 0  | 0  | 3-0     | 6   |
| -       | Kvartfinale       | Arsenal F.C.         | 4-2     | 1-1    | 1   | 1  | 0  | 5-3     | 4   |
| -       | Semifinale        | Chelsea F.C.         | 1-1     | 2-3    | 0   | 1  | 1  | 3-4     | 1   |
| 2008-09 | Gruppespil        | Olympique Marseille  | 1-0     | 2-1    | 2   | 0  | 0  | 3-1     | 6   |
| -       | -                 | PSV Eindhoven        | 3-1     | 3-1    | 2   | 0  | 0  | 6-2     | 6   |
| -       | -                 | Atletico Madrid      | 1-1     | 1-1    | 0   | 2  | 0  | 2-2     | 2   |
| -       | Ottendedelsfinale | Real Madrid          | 4-0     | 1-0    | 2   | 0  | 0  | 5-0     | 6   |
| -       | Kvartfinale       | Chelsea F.C.         | 1-3     | 4-4    | 0   | 1  | 1  | 5-7     | 1   |
| 2009-10 | Gruppespil        | Debreceni VSC        | 1-0     | 1-0    | 2   | 0  | 0  | 2-0     | 6   |
| -       | -                 | Fiorentina           | 1-2     | 0-2    | 0   | 0  | 2  | 1-4     | 0   |
| -       | -                 | Olympique Lyon       | 1-2     | 1-1    | 0   | 1  | 1  | 2-3     | 1   |
| 2014-15 | Gruppespil        | Ludogorets           | 2-1     | 2-2    | 1   | 1  | 0  | 4-3     | 4   |
| -       | -                 | Basel                | 0-1     | 1-1    | 0   | 1  | 1  | 1-2     | 1   |
| -       | -                 | Real Madrid          | 0-3     | 0-1    | 0   | 0  | 2  | 0-4     | 0   |
| 2017-18 | 3. kval           | Hoffenheim           | 4-2     | 2-1    | 2   | 0  | 0  | 6-3     | 6   |
| -       | Gruppespil        | Sevilla              | 2-2     | 3-3    | 0   | 2  | 0  | 5-5     | 2   |
| -       | -                 | Spartak Moskva       | 1-1     | 7-0    | 1   | 1  | 0  | 8-1     | 4   |
| -       | -                 | Maribor              | 3-0     | 7-0    | 2   | 0  | 0  | 10-0    | 6   |
| -       | Ottendedelsfinale | FC Porto             | 0-0     | 5-0    | 1   | 1  | 0  | 5-0     | 4   |
| -       | Kvartfinale       | Manchester City      | 3-0     | 2-1    | 2   | 0  | 0  | 5-1     | 6   |
| -       | Semifinale        | AS Roma              | 5-2     | 2-4    | 1   | 0  | 1  | 7-6     | 3   |
| -       | Finale            | Real Madrid          | 1-3     | 1-3    | 0   | 0  | 1  | 1-3     | 0   |
| 2018-19 | Gruppespil        | Paris Saint-Germain  | 3-2     | 1-2    | 1   | 0  | 1  | 4-4     | 3   |
| -       | -                 | Napoli               | 1-0     | 0-1    | 1   | 0  | 1  | 1-1     | 3   |
| -       | -                 | Røde Stjerne Beograd | 4-0     | 0-2    | 1   | 0  | 1  | 4-2     | 3   |
| -       | Ottendedelsfinale | Bayern München       | 0-0     | 3-1    | 1   | 1  | 0  | 3-1     | 4   |
| -       | Kvartfinale       | FC Porto             | 2-0     | 4-1    | 2   | 0  | 0  | 6-1     | 6   |
| -       | Semifinale        | FC Barcelona         | 4-0     | 0-3    | 1   | 0  | 1  | 4-3     | 3   |
| -       | Finale            | Tottenham Hotspur    | 2-0     | 2-0    | 1   | 0  | 0  | 2-0     | 3   |
| 2019-20 | Gruppespil        | Napoli               | 1-1     | 0-2    | 0   | 1  | 1  | 1-3     | 1   |
| -       | -                 | Red Bull Salzburg    | 4-3     | 2-0    | 2   | 0  | 0  | 6-3     | 6   |
| -       | -                 | Genk                 | 2-1     | 4-1    | 2   | 0  | 0  | 6-2     | 6   |
| -       | Ottendedelsfinale | Atletico Madrid      | 2-3     | 0-1    | 0   | 0  | 2  | 2-4     | 0   |
| 2020-21 | Gruppespil        | Atalanta             | 0-2     | 5-0    | 1   | 0  | 1  | 5-2     | 3   |
| -       | -                 | Ajax                 | 1-0     | 1-0    | 2   | 0  | 0  | 2-0     | 6   |
| -       | -                 | Midtjylland          | 2-0     | 1-1    | 1   | 1  | 0  | 3-1     | 4   |
| -       | Ottendedelsfinale | RB Leipzig           | 2-0     | 2-0    | 2   | 0  | 0  | 4-0     | 6   |
| -       | Kvartfinale       | Real Madrid          | 0-0     | 1-3    | 0   | 1  | 1  | 1-3     | 1   |
| 2021-22 | Gruppespil        | Atletico Madrid      | 2-0     | 3-2    | 2   | 0  | 0  | 5-2     | 6   |
| -       | -                 | FC Porto             | 2-0     | 5-1    | 2   | 0  | 0  | 7-1     | 6   |
| -       | -                 | AC Milan             | 3-2     | 2-1    | 2   | 0  | 0  | 5-3     | 6   |
| -       | Ottendedelsfinale | Internazionale       | 0-1     | 2-0    | 1   | 0  | 1  | 2-1     | 3   |
| -       | Kvartfinale       | Benfica              | 3-3     | 3-1    | 1   | 1  | 0  | 6-4     | 4   |
| -       | Semifinale        | Villarreal           | 2-0     | 3-2    | 2   | 0  | 0  | 5-2     | 6   |
| -       | Finale            | Real Madrid          | 0-1     | 0-1    | 0   | 0  | 1  | 0-1     | 0   |
| 2022-23 | Gruppespil        | Napoli               | 2-0     | 1-4    | 1   | 0  | 1  | 3-4     | 3   |
| -       | -                 | Ajax                 | 2-1     | 3-0    | 2   | 0  | 0  | 5-1     | 6   |
| -       | -                 | Rangers              | 2-0     | 7-1    | 2   | 0  | 0  | 9-1     | 6   |
| -       | Ottendedelsfinale | Real Madrid          | 2-5     | 0-1    | 0   | 0  | 2  | 2-6     | 0   |
| 2024-25 | Gruppespil        | 🇮🇹 AC Milan          | -       | 1-3    | 1   | 0  | 0  | 1-3     | 3   |
| 2024-25 | Gruppespil        | 🇮🇹 Bologna           | 2-0     | -      | 1   | 0  | 0  | 2-0     | 3   |
| 2024-25 | Gruppespil        | 🇩🇪 RB Leipzig        | -       | 0-1    | 1   | 0  | 0  | 1-0     | 3   |
| 2024-25 | Gruppespil        | 🇩🇪 Bayer Leverkusen  | 4-0     | -      | 1   | 0  | 0  | 4-0     | 3   |
| 2024-25 | Gruppespil        | 🇪🇸 Real Madrid       | 2-0     | -      | 1   | 0  | 0  | 2-0     | 3   |
| 2024-25 | Gruppespil        | 🇪🇸 Girona            | -       | 0-1    | 1   | 0  | 0  | 1-0     | 3   |
| 2024-25 | Gruppespil        | 🇫🇷 Lille             | 2-1     | -      | 1   | 0  | 0  | 2-1     | 3   |
| 2024-25 | Gruppespil        | 🇳🇱 PSV Eindhoven     | -       | 3-2    | 0   | 0  | 1  | 2-3     | 0   |
| 2024-25 | 1/8 finale        | 🇫🇷 PSG               | 1-5 str | 0-1    | 1   | 0  | 1  | 2-5     | 3   |
| Total   | -                 | -                    | 167-78  | 160-96 | 161 | 36 | 42 | 329-172 | 339 |

* Kampen spillet i Kiev, grundet uroligheder i Israel.